# Roberto Perrone
Roberto Perrone (Rapallo, 14 marzo 1957 – Milano, 29 gennaio 2023) è stato un giornalista, scrittore e gastronomo italiano.

## Biografia
Perrone entrò nel giornalismo collaborando con la redazione genovese del quotidiano l'Avvenire (dove si occupò di cronaca sindacale).
Nel 1981 venne assunto al Giornale e si trasferì a Milano.
Dal 1989 lavorò alla redazione sportiva del Corriere della Sera dove si occupò di calcio, tennis, nuoto. Per il Corriere seguì tutti i più importanti avvenimenti sportivi: le Olimpiadi, i Mondiali di calcio, i maggiori tornei di tennis. Era un grande tifoso del Genoa.
Perrone è morto nel 2023, dopo una breve malattia.

## Attività letteraria
Roberto Perrone è autore di romanzi, racconti, opere per ragazzi e libri di ricette per tifosi di calcio.
- Zamora[4] è il suo primo romanzo (2003). Ambientato nel 1963, narra le vicende comico-grottesche del ragionier Walter Vismara, calciatore per forza.[5][6][7]
- La lunga è la sua seconda opera letteraria, pubblicata nel 2007. Ambientata anch'essa negli anni '60, narra le vicende di Giacinto Mortola, giornalista senza grandi ambizioni vicino alla pensione, ma che sa amare la vita per le cose piccole e grandi: il rapporto sereno con la bella moglie Rita, l'amicizia con l'ex-calciatore Simone Perasso. "La lunga" nel gergo giornalistico è la nottata trascorsa dal redattore di turno a raccogliere le ultime notizie.[8]
- Numero 1 è la biografia di Gianluigi Buffon, scritta in collaborazione con il celebre portiere. Con l'aiuto di Perrone, "Gigi" Buffon ripercorre le tappe della sua vita dall'infanzia all'esordio in serie A, dalle vicende di Calciopoli ai successi mondiali.

Perrone si cimenta nel genere giallo con i romanzi che vedono protagonista il Colonnello dei Carabinieri in Congedo Annibale Canessa, in cui mescola riferimenti alla realtà italiana dalla lotta partigiana alle stragi degli anni di piombo; scrive a questo proposito Luca Crovi: "L’autore sa come colpire l’attenzione usando in abbinata i meccanismi del thriller e del noir. Ed è naturale per i lettori, mano a mano che il romanzo procede, sovrapporre ai suoi casi immaginari quelli reali. Cercando di individuare quali storie siano celate dietro altre storie." 

## Premi
Nel 2011 vinse il Premiolino-Premio Birra Moretti con la seguente motivazione: "La rubrica Scorribande, appuntamento fisso sulle pagine del sabato del Corriere della Sera, è ormai una perla del giornalismo eno-gastronomico. Nell’accompagnare i lettori alla scoperta di angoli gourmand rappresentativi dell'Italia a tavola, esperienze e sapori scaturiscono dalle righe dei suoi pezzi, apportando contributi puntuali e sinceri alla diffusione della cultura alimentare nel nostro Paese."

Nel 2014 vinse a Pontremoli il Premio Bancarella della Cucina con il romanzo La cucina degli amori impossibili.
Fu il primo autore, eguagliato solo da Luca Farinotti nel 2020 e Marino Bartoletti nel 2022, a raggiungere la finale in due categorie differenti del Premio Bancarella, con Averti trovato ora (Bancarella Sport 2009) e La cucina degli amori impossibili (Bancarella della cucina 2014).

## Opere
- Zamora, collana: Gli elefanti, Milano, Garzanti, 2003,  p. 136, ISBN 88-11-66533-7.
- La lunga, collana: Narratori moderni, Milano, Garzanti, 2007,  p. 167, ISBN 978-88-11-68604-0.
- Gianluigi Buffon, Roberto Perrone, Numero 1, Milano, Rizzoli, 2008,  p. 174, ISBN 978-88-17-02438-9.
- Averti trovato ora, collana: Omnibus, Milano, Mondadori, 2008,  pp. 212, ISBN 978-88-04-57352-4.
- La ballata dell'amore salato, collana: Narrativa italiana, Mondadori, 2009,  pp. 200, ISBN 978-88-04-58753-8.
- Averti trovato ora, Mondadori, 2011.
- La cucina degli amori impossibili, Mondadori, 2013
- Manuale del viaggiatore goloso, Milano, Mondadori, 2015,  p. 544, ISBN 978-88-04-65032-4.
- Un odore di Toscano, Milano, HarperCollins, 2022, ISBN 1259850714

### Serie di Annibale Canessa
- La seconda vita di Annibale Canessa, collana: Rizzoli Noir, Rizzoli, 2017.
- L'estate degli inganni, collana: Rizzoli Noir, Rizzoli, 2018.
- L'ultima volontà, collana: Rizzoli Noir, Rizzoli, 2019.

### Per ragazzi
- Banana Football Club, collana: Narrativa Fabbri, 3 ed., Milano, Fabbri, 2006,  p. 181, ISBN 88-451-1168-7. (libro per ragazzi)
- Banana football club: la squadra scomparsa, collana: Narrativa Fabbri, Milano, Fabbri, 2006,  p. 171, ISBN 88-451-1938-6. (libro per ragazzi)
- Banana football club: Diguinho siamo noi, collana: Narrativa Fabbri, Milano, Fabbri, 2007,  p. 182, ISBN 978-88-451-4434-9. (libro per ragazzi)